# Pseudiastata mexicoa
Pseudiastata mexicoa är en tvåvingeart som beskrevs av David Grimaldi 1993. Pseudiastata mexicoa ingår i släktet Pseudiastata och familjen daggflugor. Inga underarter finns listade i Catalogue of Life.